# Friedrich Wilhelm Kesselring
Pour les articles homonymes, voir Kesselring.
Friedrich Wilhelm Kesselring (1876-1966) est un botaniste allemand qui dirigea le jardin botanique de Darmstadt de 1926 à sa retraite en 1947. D'une grande curiosité scientifique, il adapta à l'horticulture, nombre d'espèces sauvages. Le lis de Kesselring, endémique du Caucase, lui a été dédié en 1914.